# تشالغز (زلاغي الشرقي)
تشالغز (بالفارسية: چالگز) هي قرية تقع في إيران في قسم زلاغي الشرقي الریفي. يقدر عدد سكانها بـ 28 نسمة بحسب إحصاء 2016.